# Spaniens Grand Prix 2003
Spaniens Grand Prix 2003 var det femte av 16 lopp ingående i formel 1-VM 2003.

## Resultat
1. Michael Schumacher, Ferrari, 10 poäng
2. Fernando Alonso, Renault, 8
3. Rubens Barrichello, Ferrari, 6
4. Juan Pablo Montoya, Williams-BMW, 5
5. Ralf Schumacher, Williams-BMW, 4
6. Cristiano da Matta, Toyota, 3
7. Mark Webber, Jaguar-Cosworth, 2
8. Ralph Firman, Jordan-Ford, 1
9. Jenson Button, BAR-Honda
10. Nick Heidfeld, Sauber-Petronas
11. Justin Wilson, Minardi-Cosworth
12. Jos Verstappen, Minardi-Cosworth

### Förare som bröt loppet
- Giancarlo Fisichella, Jordan-Ford (varv 43, motor)
- Olivier Panis, Toyota (41, växellåda)
- Heinz-Harald Frentzen Sauber-Petronas (38, upphängning)
- David Coulthard, McLaren-Mercedes (17, kollision)
- Jacques Villeneuve, BAR-Honda (12, elsystem)
- Jarno Trulli Renault (0, kollision)
- Antonio Pizzonia Jaguar-Cosworth (0, launch control)
- Kimi Räikkönen, McLaren-Mercedes (0, kollision)

## VM-ställning
| Förarmästerskapet 1. Kimi Räikkönen, McLaren-Mercedes, 32 2. Michael Schumacher, Ferrari, 28 3. Fernando Alonso, Renault, 25 | Konstruktörsmästerskapet 1. McLaren-Mercedes, 51 2. Ferrari, 48 3. Renault, 34 |